# Кандауров Андрій Володимирович
Кандауров  Андрій Володимирович  (24 жовтня 1987) — український футболіст, нападник українського клубу першої ліги «Геліос» Харків.